# Raiamas bola
Raiamas bola е вид лъчеперка от семейство Шаранови (Cyprinidae). Видът не е застрашен от изчезване.

## Разпространение
Разпространен е в Бангладеш, Индия (Аруначал Прадеш, Асам, Бихар, Западна Бенгалия, Ориса, Утаракханд, Харяна и Химачал Прадеш), Мианмар и Непал.

## Описание
На дължина достигат до 35 cm, а теглото им е не повече от 2260 g.